# Revolución de 1880
La Revolución de 1880 es considerada el último episodio de las guerras civiles argentinas. El enfrentamiento, signado por la sucesión del presidente Nicolás Avellaneda y la federalización del territorio de la ciudad de Buenos Aires, se saldó con cruentos enfrentamientos que culminaron con la derrota de la provincia de Buenos Aires, la ciudad convertida en territorio federal y el inicio de la larga hegemonía de Julio Argentino Roca en la política argentina.

## Antecedentes

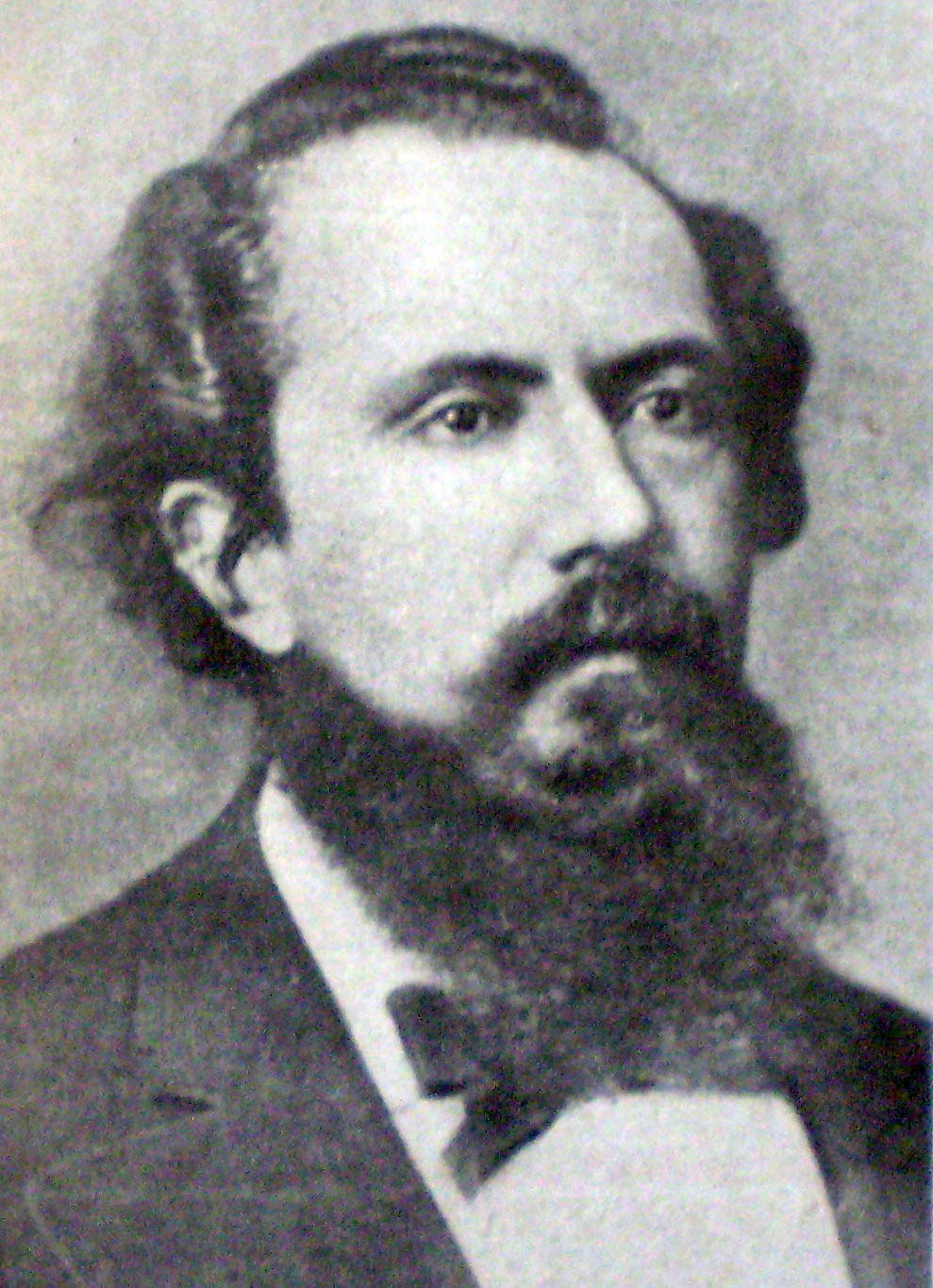
Nicolás Avellaneda.

Iniciadas las campañas para suceder al presidente Nicolás Avellaneda, dos candidaturas focalizaron la elección: la de Julio Argentino Roca, ministro de Guerra de Avellaneda y líder de la conquista del Desierto, quien contaba con el apoyo del presidente saliente y de la poderosa Liga de Gobernadores de la mayoría de las provincias, así como del ejército, y la del gobernador bonaerense Carlos Tejedor, apoyado por restos de los partidos nacionalista y autonomista de la provincia de Buenos Aires, la provincia de Corrientes y núcleos de liberales opositores en las provincias de la Liga de Gobernadores.

## La revolución de junio
El 10 de mayo se creó la Inspección General de Milicias de Buenos Aires.
El 20 de mayo Avellaneda hizo efectuar un desfile militar por las calles de la ciudad en homenaje al centenario del nacimiento de Bernardino Rivadavia. El 25 de mayo efectuó una parada militar en conmemoración de la Revolución de Mayo. Ambos sucesos fueron interpretados como provocaciones y demostraciones de fuerza.
El 28 de mayo estaba previsto recibir con honores los restos del general José de San Martín, llegados a bordo del vapor transporte Villarino a Montevideo. Mientras el gobierno aprovechaba el evento para reforzar la guarnición con el 8.º de Línea que permanecía en Zárate, el gobierno provincial intentó también aprovechar la ocasión. Para el homenaje movilizaría a los batallones del Tiro Nacional, la Guardia Provincial y la Policía, obviamente desarmados. No obstante, tropas armadas de la policía al mando del jefe de la fuerza, el coronel Garmendia, se desplazarían al Riachuelo para recibir el mayor embarque de armas que esperaba la ciudad, 3500 fusiles máuser y 500 000 cartuchos adquiridos por Tejedor en Alemania y transportados a bordo del vapor fluvial Riachuelo.
No obstante el vapor había tenido que demorar su salida y la entrega no se concretó. 
El gobierno nacional tuvo conocimiento del envío y de su postergación para la madrugada del 1 de junio. 
A mediodía Tejedor convocó a Arias a una reunión en su despacho que se concretó a las 14 con la presencia de Julio Campos. Tejedor les comunicó lo que era ya un secreto a voces, que las armas se recibirían esa noche y que ya había dado órdenes de movilizar a las fuerzas de los comisarios Irineo Miguens y Naón para apoyar en defensa y en logística la operación. Tejedor ordenó a Arias recibir, defender o tomar por la fuerza las armas de ser preciso. Si se producía un enfrentamiento debía ser considerado como el inicio de las hostilidades y Campos debía actuar tomando prisionero a Avellaneda. 
Evidentemente alertado el gobierno nacional, a las 20:00 el batallón n.º 1 de Línea se dirigió a la Boca por los paseos Julio y Colón.
Arias dispuso que una división del Batallón de Guardia Provincial permaneciera en el patio de la policía como reserva y formó la otra en la calle Bolívar frente al Cabildo de Buenos Aires al mando del comandante Díaz. Aunque las compartía, insistió en recibir sus instrucciones por escrito y recién a las 23:00 se puso en marcha con sus hombres. 
Las tropas nacionales recibieron órdenes de retirarse para evitar un enfrentamiento. Sin embargo, al arribar la Riachuelo fue perseguida por un vapor nacional originándose un tiroteo. Finalmente las armas fueron descargadas en la Vuelta de Rocha y Arias regresó con sus hombres a la ciudad suponiendo que, de acuerdo a lo acordado, al haberse combatido Tejedor habría ordenado avanzar a Campos. No obstante, el gobernador había desistido deseando mantener lo que consideraba una política de resistencia y no de agresión hacia el estado nacional.

### Sitio de Buenos Aires
Sin embargo Arias interpretaba claramente la situación, al igual que Avellaneda. 
La movilización nacional se aceleró al igual que los preparativos provinciales. El Ferrocarril del Sud suspendió sus servicios debido a que los revolucionarios cortaron los rieles para levantar barricadas.
Avellaneda abandonó la ciudad el 4 de junio sin que Tejedor se decidiera a impedirlo y tras permanecer alojado en el monitor El Plata instaló la capital nacional en el entonces pueblo de Belgrano declarando que el gobierno de Buenos Aires se había alzado en armas contra la nación. El vicepresidente Mariano Acosta, si bien no era partidario de Tejedor, simpatizaba con los porteños y decidió permanecer en la ciudad, al igual que buena parte de los diputados.
El 9 de junio Buenos Aires firmó la alianza con la provincia de Corrientes. A partir del 10 de junio dejó de operar el correo y pronto el servicio de telégrafo, por lo que la ciudad quedó aislada.
El ministro de guerra era el general Martín de Gaínza y el jefe de Estado Mayor el general Juan Andrés Gelly y Obes, quien tendría como ayudantes a los tenientes coroneles Julián Martínez, Bernabé Martínez y Eliseo Acevedo. La Inspección General de Milicias estaba a cargo del Coronel José Arredondo.
La artillería quedó a cargo de los coroneles Julio de Vedia y Edelmiro Mayer. La jefatura de policía y Guardia Provincial al mando del coronel José Ignacio Garmendia y del comandante Irineo Miguens, mientras que la Superintendencia de Bomberos, milicia armada, a cargo del jefe de policía Enrique O'Gorman y el mando directo del comandante Floro Latorre.
La campaña (en ese entonces 65 partidos o distritos) se dividió en doce circunscripciones militares bajo el mando del coronel José Inocencio Arias mientras que la ciudad de Buenos Aires se organizaba en dos bajo el mando del coronel Julio Campos, jefe de la Guardia Nacional del Municipio de Buenos Aires. Se creó también el Ministerio de Milicias, que incluyó a la precedente Inspección General de Milicias.
La elección de Arias para marchar a la campaña, sin recursos y, según se preveía, sin posibilidad alguna de levantar un ejército fue muy discutida y atribuida por algunos a celos por el prestigio y actividad de Arias o por su posición de asumir la guerra de hecho y actuar en consecuencia.

#### Fuerzas provinciales
Las fuerzas movilizadas por el gobierno de la provincia de Buenos Aires sumaban unos 12 000 hombres en infantería, en su mayoría civiles voluntarios, y 8500 de caballería.
La infantería incluía los siguientes cuerpos:
- Guardia Provincial (infantería): 677 hombres al mando del coronel Garmendia organizados en 2 batallones, acantonados al lado de la artillería nacional en el Retiro:

- 1.º Batallón, comandante Martín Díaz, segundo mayor Carranza, 371 hombres (1 jefe, 15 oficiales, 355 de tropa). Armados con fusiles Remington, cien tiros por hombre, bayonetas y uniforme completo.
- 2.º Batallón, comandante Domingo Rebución, mayor Leguizamón (interino), 306 hombres (1 jefe, 9 oficiales, 296 de tropa). Armados con fusiles Remington, cien tiros por hombre, sin bayonetas y uniforme completo.

- Infantería de Policía Vigilantes, 969 hombres al mando del comandante Irineo Miguens organizados en 5 batallones:

- 1.º Batallón Municipal o de Policía de Buenos Aires, al mando directo de Miguens secundado por B. Herrera. Contaba con 232 hombres (2 jefes, 13 oficiales, 217 de tropa) armados con Remington, solo 15 tiros por hombre y uniforme completo. En vez de bayoneta utilizaban sables de policía rectos y cortos.
- 2.º Batallón de Policía de Buenos Aires o Piquete de Gendarmes, al mando del comandante G. Segovia, 81 hombres (1 jefe, 9 oficiales, 71 de tropa) armados con 40 carabinas Remington y 30 fusiles Mauser con 50 cartuchos, y 55 sables. Se trataba de policías montados aunque actuaron como infantería.
- 3.º Batallón de Policía de Buenos Aires, comandantes Eliseo Acevedo y J.Dantas, 244 hombres (2 jefes, 10 oficiales, 232 de tropa). Armados de 202 fusiles Remington y 30 fusiles Mauser, cien tiros por hombre, 201 bayonetas y sables de policía.
- 4.º Batallón de Policía de Buenos Aires, comandante mayor Vila, segundo F. Miguens, 130 hombres (2 jefes y 4 oficiales) organizados en 4 compañías, la 1.ª al mando del capitán Rodríguez, la 2.ª al mando del capitán Crespo, y las restantes de reserva. Armados con fusiles Mauser y sables de policía.
- 5.º Batallón de Bomberos de Policía de Buenos Aires, comandante Floro Latorre, 282 hombres (2 jefes, 13 oficiales, 267 de tropa). Armados con 255 fusiles Remington, 5 carabinas, 255 bayonetas, 50 tiros por hombre.

- Infantería de la Guardia Nacional de la Ciudad de Buenos Aires, 1910 hombres al mando del coronel Julio Campos organizados en 8 regimientos:

- Regimiento de Guarnición, 16 hombres (1 jefe, 5 oficiales, 10 de tropa), guardias de la Casa de Gobierno, armados con fusiles Tabatière.
- Regimiento n.º 1 de Guardia Nacional de Buenos Aires, 564 hombres (5 jefes, 57 oficiales, 502 de tropa) distribuidos en 2 batallones, San Martín y Buenos Aires. Armados con fusiles Tabatière con bayonetas y 100 cartuchos por arma.
- Regimiento n.º 2 de Guardia Nacional de Buenos Aires, 182 hombres (4 jefes, 26 oficiales, 152 de tropa) distribuidos en 2 batallones, 1.º y 2.º Coronel Eusebio Mitre. Armados con fusiles Tabatière con bayonetas y 100 cartuchos por arma.
- Regimiento n.º 3 de Guardia Nacional de Buenos Aires, comandante Casares, 228 hombres (3 jefes, 25 oficiales, 200 de tropa) agrupados en 2 batallones, Coronel Sosa y Voluntarios, este último compuesto de sólo una compañía al mando del capitán Castro. Armados con 50 fusiles Remington (60 cartuchos por arma) y 150 Tabatière (100 tiros) con sus bayonetas.
- Regimiento n.º 4 de Guardia Nacional de Buenos Aires, comandante Meana, 174 hombres (2 jefes, 22 oficiales, 150 de tropa), batallones Tenientes-Alcaldes y Policial llegando a remontarse solo el 2.º Batallón. Armados con 150 fusiles Tabatière con bayonetas y 100 cartuchos por arma.
- Regimiento n.º 5 de Guardia Nacional de Buenos Aires o "de Guarnición", comandante coronel Carlos Urien, 272 hombres (3 jefes, 28 oficiales, 241 de tropa) en 2 batallones, 1.º Batallón (comandante L. Varela) con 182 hombres (2 jefes, 20 oficiales, 160 de tropa) armados con 100 fusiles Mauser m.71 y 40 Tabatière con 100 bayonetas y 100 cartuchos, 2.º Batallón (comandante Rocha) con 90 hombres (1 jefe, 8 oficiales, 81 de tropa) equipados con 97 fusiles Mauser m.71 sin bayonetas y 200 cartuchos.
- Regimiento n.º 6 de Guardia Nacional de Buenos Aires, comandante Piñeiro, 359 hombres (6 jefes, 37 oficiales, 316 de tropa) formados en 2 batallones, armados con 50 fusiles Enfield (rayado de avancarga) y 260 fusiles Tabatière con bayonetas y 100 cartuchos por arma.
- Regimiento n.º 7 de Guardia Nacional de Buenos Aires, comandante Manuel Rocha, 115 hombres (2 jefes, 16 oficiales, 97 de tropa). La orgánica preveía dos batallones pero solo se levantó el 1.º Batallón. Armados con 50 fusiles Remington y 50 fusiles Tabatière con sus bayonetas y 100 cartuchos por arma.

- Infantería Voluntaria de la Sociedad de Tiro Urbano, sociedad presidida por el coronel Julio Campos, vicepresidente teniente coronel Joaquín Montaña.

División Norte (parroquias de Catedral Norte, San Nicolás, Del Socorro, Del Pilar, La Piedad), comandante teniente coronel Joaquín Montaña
- Rifleros de Buenos Aires, Joaquín Montaña, 6 compañías, 523 hombres (1 jefe, 22 oficiales, 500 de tropa), con cuartel en la calle Corrientes entre Maipú y Florida. Contaban con 380 fusiles Remington, unos 100 fusiles Mauser y unos 20 fusiles y rifles Martín-Henry, con 20 cartuchos por arma.
- Patricios de Buenos Aires, Alberto Seguí, 278 hombres (2 jefes, 33 oficiales, 243 de tropa), equipados con 150 fusiles Mauser, 50 Remington, 40 Tabatière, cuartel en la Comisaría 11.ª
- Rifleros de Belgrano, Pedro Morón, unos 50 hombres, cuartel en avenida Corrientes
- General Lavalle 1.º Batallón, Benjamín Sastre, 2.º Batallón, teniente coronel Sebastián Nicomedes Casares, 150 hombres (2 jefes, 18 oficiales, 130 de tropa), distribuidos en 2 compañía al mando de los capitanes Azzarini y Carlos Báez. Equipados con 50 fusiles Remington, 80 fusiles Gras, poco más de 100 cartuchos por arma, cuartel en Temple n.º 745
- 15 de Febrero, 276 hombres (3 jefes, 26 oficiales, 247 de tropa), 247 fusiles Remington, cuartel en Paraná y Arenales
- Pilar, de escasos efectivos

División Centro (parroquias de San Miguel y Balvanera)
- Ituzaingó, Ramón Rivas, tropas de Monserrat, 226 hombres (2 jefes, 22 oficiales, 202 de tropa), 150 fusiles Remington, 50 Mauser, 50 cartuchos por arma, cuartel en Belgrano n.º 38. Incluía el Batallón Monserrat (mayor Epifanio Martínez).
- Resistencia, Ramón J.Ballesteros, dos compañías 284 hombres (1 jefe, 11 oficiales, 272 de tropa), 120 fusiles Remington y 150 Mauser, 25 cartuchos por hombre, cuartel en Rivadavia n.º 823
- Resistencia de Balvanera, 190 hombres (1 jefe, 13 oficiales, 176 de tropa), 60 fusiles Mauser, 50 Remington, 60 fusiles Tabatière, 60 cartuchos por arma, cuartel en la Comisaría 9.ª
- Maipú, Ramón Gómez y alférez Adolfo Mitre, compuesto de universitarios, era poco numeroso (una compañía) y tenía su cuartel en Florida n.º 22
- 11 de Septiembre, José Canaven (o Canaveri), 274 hombres (2 jefes, 26 oficiales, 246 de tropa), equipados de 95 fusiles Remington y 150 Mauser con 70 cartuchos por arma
- San Miguel, Epitacio del Campo, cuartel en la Parroquia de San Miguel

División Sur (parroquias de Catedral Sur, Monserrat, Concepción, San Telmo, Barracas o Santa Lucía, La Boca), comandante coronel Julio Campos
- Estado Mayor y escolta, capitán Deagustini, 46 hombres (14 jefes y 32 oficiales) armados con Remington, sable y revólver.
- Tiradores Argentinos, Juan Andrade, 135 hombres (1 jefe, 12 oficiales, 122 de tropa), equipados de 60 fusiles Gras, 60 fusiles Mauser, cuartel en Chile n.º 248
- Tiradores del Sur, mayor Pablo Bonifacio, 174 hombres (1 jefe, 9 oficiales, 164 de tropa), armados con 100 fusiles Remington y 60 Mauser, 20 cartuchos por arma, cuartel en la calle del Buen Orden (hoy Bernardo de Irigoyen) n.º 571
- Voluntarios de San Telmo, Albano Honores, 94 hombres (1 jefe, 1 oficial, 92 de tropa) armados con fusiles Tabatière, cuartel en Perú y Caseros
- San Martín o n.º 3, teniente coronel Domingo Jerez, mayor Eduardo Scarnichia, cuartel en Chacabuco y Brasil, 139 hombres (2 jefes, 7 oficiales, 130 de tropa), equipados con 52 fusiles Remington y 80 Mauser, 40 cartuchos por arma.
- Almirante Brown o n.º9, teniente coronel Tomás Elliot, mayor Leónidas Pico, 181 hombres (2 jefes, 21 oficiales y 158 de tropa) organizados en una compañía granadera (capitán Azzarini), la 2.ª compañía (capitán Mulleady), la 4.ª (capitán Carreras) y una de cazadores (capitán Caminos), armados con 160 fusiles Tabatière, cuartel en Comisaría 14.ª
- Ciudadanos Armados, mayor Luis Varela, 90 hombres (1 jefe, 2 oficiales, 87 de tropa), armados con 50 fusiles Remington y 30 Mauser, bayonetas, 40 cartuchos por arma, cuartel en Bolívar y Potosí.
- General Paz o n.º 11, creada por Domingo Rebución, al mando del teniente coronel Eleodoro del Castillo y del mayor Manuel Viale, 152 hombres (1 jefe, 10 oficiales, 141 de tropa) distribuidos en una compañía granadera (capitán Berretta), la 1.ª (capitán Correa), la 2.ª (teniente 1.º Rivadeneira) y una de cazadores (teniente 1.º Cóndom), armada con 100 fusiles Remington y 40 fusiles Mauser, bayonetas, 60 cartuchos por arma, cuartel en Perú n.º 337.
- General Mitre o n.º 10, teniente coronel Dolveo Guevara, 140 hombres (1 jefe, 22 oficiales y 117 de tropa). Conformado con negros y mulatos y sin poderse financiar sus propias armas, recibieron al comienzo viejos fusiles rayados de fulminante sin bayonetas. En junio recibieron 100 fusiles Gras y 20 fusiles Mauser sin bayonetas con 20 cartuchos por arma. Estaba organizado en 4 compañías al mando del teniente 1.º Pintos y de los capitanes Barbosa, Sosa y Marambio. Cuartel en Independencia n.º 369 (Santa Lucía)
- Coronel Sosa, coronel José María Morales, teniente coronel Manuel Bahía, 164 hombres (2 jefes, 19 oficiales, 143 de tropa) organizados en una compañía granadera (capitán Peralta), 1.ª y 3.ª compañías (capitán Posadas, capitán Mariano Dorrego) y cazadores (capitán Serantes). Al igual que el Mitre estaba formado por negros y mulatos. En junio fueron armados con 126 fusiles Remington con bayoneta y 20 fusiles Tabatière sin bayoneta y unos 15 cartuchos por arma. Tenía también su cuartel en Independencia n.º 369 (Santa Lucía). Dado que el Sosa y el Mitre compartían cuartel solían ser considerados en conjunto.

División Sur (Reserva)
- Defensores de Buenos Aires, Alberto Huergo, segundo Martín Boneo, armados con 84 fusiles Remington y 60 Mauser, 3000 cartuchos en total (entre 20 y 35 tiros), cuartel en Belgrano n.º 38
- Tejedor, comandante Máximo Paz, 302 hombres (1 jefe, 30 oficiales, 271 de tropa), equipados de 80 Mauser, 70 Remington y 120 fusiles Tabatière, 70 bayonetas, 15 cartuchos por arma, cuartel en Entre Ríos n.º 205
- Mateo Martínez, comandante Manuel Rocha, el mismo del Batallón 7.º de Guardia Nacional, segundo Leandro N. Alem, 40 hombres, armado con fusiles Tabatière, cuartel en Puente Alsina.
- Adolfo Alsina, comandante José María Reybaud
- Francos Tiradores, comandante Ramón Vázquez
- Rifleros de Barracas al Sud, capitán Emeterio Cabo, 60 hombres, cuartel en los pisos superiores del Teatro Rivadavia (calle Pavón n.º 24) y luego en la calle Colón entre Pavón y Maipú

- Cuerpo de Bomberos Voluntarios, presidido por Enrique O´Gorman secundado por Floro Latorre, 946 hombres (10 jefes, 102 oficiales, 834 de tropa). Se agrupaban en 4 brigadas de dos batallones a su vez compuestos de 4 compañías. Armados con fusiles Remington. Los batallones, organizados por barrios, eran:

- Moreno, comandantes Gordillo y Bernard, de Monserrat
- 3 de Oro, Martín Álzaga, de Catedral Sur
- General Belgrano, Mariano Vila, de Balvanera
- Bersaglieri, comandante Lanzi, 100 a 120 voluntarios italianos, armados con fusiles Remington con bayonetas, cuartel en la Estación Centroamérica, en Palermo (entre las avenidas Pueyrredon, Scalabrini Ortiz, Las Heras y Libertador).
- General Garibaldi, Mariano Rodríguez, con voluntarios argentinos e italianos. Ambos batallones durante el ataque se sumaron a la Legión Italiana
- Rivadavia, comandante Roselló
- General Conesa, Mariano Beascochea
- Coronel Brandsen, Ricardo Bradley
- Voluntarios de Barracas, comandante Tomás Pita, segundo Pastor Basavilbaso, oficial médico Dr.Nicanor Basavilbaso, capitán José Pérez a cargo del mando efectivo, 66 hombres (1 jefe, 1 subjefe, 1 oficial médico, 1 capitán y 62 de tropa), compuesto de argentinos y vascos. Tenía su cuartel en la casa del Dr. Basavilbaso, en la calle Mitre 374 (Barracas al Sud, hoy Avellaneda). Armados de fusiles Remington.

- Infantería Voluntaria Legión Italiana, comandante Larghi, comandante en operaciones capitán Achille D'Atri, 1500 hombres distribuidos en tres batallones, a los que se incorporaron los batallones de Bomberos Voluntarios Bersaglieri y Garibaldi.

- Batallón Bersaglieri, comandante capitán Achille D'Atri, 500 hombres en 6 compañías, armados con fusil Remington.
- Batallón Caprera, comandante Larghi, 500 hombres en 6 compañías, armados con fusil Remington.
- Batallón Voluntarios de la Boca, 500 hombres, con cuartel en la Boca del Riachuelo. Armados de fusil Remington con bayoneta.

A estas unidades afectadas directamente a la defensa de la ciudad, que sumaban unos 10 000 hombres, había que agregar la: 
- Infantería de la Guardia Nacional de la Campaña, 1910 hombres al mando del coronel Arias organizados en 4 cuerpos con 11 batallones efectivos, armados con 1200 fusiles Mauser sin bayonetas, a los que se sumaron recién el 20 de junio 33 fusiles Remington con sus bayonetas. Contaban con 75 tiros por arma.

- 1.ª Brigada de Infantería, teniente coronel Bernabé Martínez

Batallón 20.º de Guardia Nacional San Nicolás, San Nicolás de los Arroyos, teniente coronel Martínez
Batallón 1.º Dragones de Guardia Nacional Mercedes, Mercedes (Buenos Aires), comandante José Soto
- 2.ª Brigada de Infantería, teniente coronel Diego Saborido

Batallón 3.º Dragones de Guardia Nacional Tandil, Tandil (Buenos Aires), teniente coronel Saborido
Batallón 6.º Dragones de Guardia Nacional Patagones, Carmen de Patagones
- 3.ª Brigada de Infantería, teniente coronel César Cardoso

Batallón 4.º Dragones de Guardia Nacional Chascomus, Chascomús, teniente coronel Cardoso
Batallón 5.º Dragones de Guardia Nacional San Nicolás
- Cuerpo de Guardia Nacional de Infantería adscripto al Detall, comandante Plaza Montero

Batallón 4.º de Guardia Nacional Pergamino, Pergamino (Buenos Aires), San Pedro (Buenos Aires) y Rojas (Buenos Aires)
Batallón 6.º de Guardia Nacional San Andrés de Giles, San Andrés de Giles, mayor Espejo, 150 hombres
Batallón 7.º de Guardia Nacional Mercedes, mayor Bornes
Batallón 9.º de Guardia Nacional Lobos, Lobos (Buenos Aires), Navarro (Buenos Aires) y Monte (Buenos Aires), comandante Faustino Castellanos Cardot.
Batallón 2.º Dragones de Guardia Nacional Fuerte Argentino
La caballería sumaba unos 8500 hombres. Estaba constituida por:
- División de Caballería Lagos, 453 hombres (14 jefes, 49 oficiales, 390 de tropa), comandante coronel Hilario Lagos, mal armados con 79 fusiles a fulminante recortados, 90 carabinas Remington con unos 30 cartuchos, 106 sables, 78 lanzas y 8 espadas, y unos pocos revólveres.

Estaba compuesta de las siguientes unidades:
- Brigada de Caballería de Línea, 62 hombres (6 jefes y oficiales y 56 de tropa), coronel Lagos

Piquete Lanceros Escolta, 9 hombres (1 jefe, 8 de tropa), comandante Gaudencio
Escuadrón Tejedor, 53 hombres (2 jefes, 3 oficiales, 48 de tropa), comandante Edmundo Dale, segundo mayor Lauro Lagos, ayudante teniente Bonahora, todos veteranos del 2.º regimiento de caballería de línea, armados con 25 carabinas Remington y sables
- Brigada de Caballería de Policía, 391 hombres (57 jefes y oficiales y 334 de tropa), comandante Próspero Norris

Regimiento 4.º de Policía Montada, 300 hombres de la policía rural, comandante Norris
Regimiento 5.º de Policía Montada, 91 hombres de la policía montada de la ciudad, comandante Biedma
- División de Caballería Arias, 6000 hombres, coronel José Inocencio Arias

Desde el 4 de junio se había organizado la División Arias en Mercedes, llegando a reunir unos
10 000 hombres, pero al inicio del combate de Olivera, se redujo a los 6000 indicados, porque
el resto se desbandó, o cayó muerto o herido o prisionero. Ingresó luego del 17/6/80 en la
ciudad de Buenos Aires121. Su caballería de campaña fue armada (entre el 4 y el 20 de junio) de
2725 lanzas con 308 banderolas, 1611 sables, 68 espadas de oficial de caballería, 67 carabinas
Remington m.66 y m.74 (40 al inicio y 27 luego), otras 70 carabinas Remington m.79 (tomadas
a los nacionales), 40 fusiles Remington, 170 fusiles Grass con 127 bayonetas, 10 carabinas
Enfield, unos 40 fusiles Chassepot, 50 revólveres, además de unas 400 armas de la policía rural
(300 sables, otros tantos entre trabucos y tercerolas a pistón, sin contar los innumerables
facones) y las armas personales de los oficiales. Debía sumarse miles de uniformes, correajes,
monturas, etc.
- División de Caballería de Mercedes, 3200 hombres, coronel Arias

Vanguardia de Caballería, Regimiento Escolta de Guardia Nacional
1.ª Brigada de Caballería, teniente coronel Benito Meana
Regimiento Guardia Nacional de Pergamino
Regimiento Guardia Nacional de Rojas
2.ª Brigada de Caballería, teniente coronel José Diez Arena
Regimiento 1.º Policía Rural, Diez Arena
Regimiento de Guardia Nacional Lanceros de Buenos Aires
3.ª Brigada de Caballería, coronel Plaza Montero
Regimiento 2.º Guardia Nacional de San Isidro, San Fernando y Tigre
Regimiento 3.º Guardia Nacional de Pilar, Exaltación de la Cruz, Zárate y Baradero
4.ª Brigada de Caballería, comandante Carlos Ceballos
Regimiento 2.º Policía Rural, comandante Mariano Vera, compuesto de policías del norte de la campaña (Junín, etc.)
Regimiento 3.º Policía Rural comandante Leiría, policías del sur
- División de Caballería Tejedor, 800 hombres (749 tropa y 51 oficiales), armados con 27 carabinas Remington, 10 carabinas Enfield, 385 lanzas, 356 sables, 170 fusiles Grass y 127 bayonetas, 40 fusiles Remington, coronel Orzábal

Regimiento 1.º Guardia Nacional de Flores, Belgrano y Morón, comandante Arteaga
Regimiento 4.º Guardia Nacional de San Pedro, comandante Salas
Regimiento 5.º Guardia Nacional de Arrecifes, Salto y Areco, comandante Meana
Regimiento 6.º Guardia Nacional Bragado, 25 de Mayo, Saladillo y 9 de Julio, 74 hombres (1 jefe, 2 oficiales de cívicos, 7 oficiales de policía, 16 policías y 50 voluntarios), armados de revólver y sable los oficiales, los vigilantes de sable y carabina fulminante, y los voluntarios de armas propias (escopetas, revólveres, trabucos, pistolas, facones, etc), comandante Bonahora
Regimiento 7.º Guardia Nacional de Mercedes
Regimiento 8.º Guardia Nacional de Areco, Giles y Luján
Regimiento 9.º Guardia Nacional de Navarro, Lobos y Monte
Regimiento 10.º Guardia Nacional de Cañuelas y Matanza
Regimiento 11.º Guardia Nacional de Ranchos, Chascomus y Castelli, 70 hombres, comandante Delfín M. Huergo
Regimiento 12.º Guardia Nacional de Magdalena y Ensenada, armados los oficiales de sable y revólver, la tropa de algunos sables, facones y una docena de carabinas Remington m.1866.
Regimiento 13.º Guardia Nacional San Vicente, Quilmes, Barracas Sur, Lomas de Zamora, comandante Báez
Regimiento 14.º Guardia Nacional de Tordillo, Dolores y Pila
Regimiento 15.º Guardia Nacional de Ajó y Tuyú
Regimiento 16.º Guardia Nacional de Las Flores, Alvear, Rauch, Tapalqué y Azul, 80 hombres, comandante Guerrico (escuadrones de Las Flores y Alvear al mando de Amancio López, Azul mayor Michenberger, Tapalqué comandante Ferrari).
Regimiento 17.º Guardia Nacional Sol de Mayo, Lobería, Mar Chiquita y Tandil, comandante Machado
Regimiento 18.º Guardia Nacional de Chivilcoy
Regimiento Aristegui de Guardia Nacional, 50 hombres armados de sables, lanzas y algunos trabucos, comandante Aristegui
- División de Caballería de Guardia Nacional adscripto al Detall, 2000 hombres, comandante Plaza Montero

Contingente de Piquetes Sueltos de Caballería de Guardia Nacional: gauchos de diversos partidos sin organización superior al piquete, armados con sables, lanzas, facones y chuzas, boleadoras, lazos y rebenques. Sirvieron como cuerpo de reserva para tareas auxiliares acampado en las Catalinas.
- División de Caballería pasiva de la campaña, 2000 hombres de la Guardia Nacional que permanecieron afectados a cada partido:

Contingente Guardia Nacional de Castelli, 70 hombres, comandante Delfín. M. Huergo
Contingente Guardia Nacional de Rauch, comandante Fuentes
Contingente Guardia Nacional de Azul, 300 hombres armados con 100 viejas carabinas y lanzas
Contingente Guardia Nacional de Tandil
Contingente Guardia Nacional de Ayacucho, 50 hombre, comandante Machado
Contingente Guardia Nacional Pasiva de Dolores, comandante Juvenal Ricoll
Contingente Guardia Nacional Pasiva de Chascomus, 150 hombres, comandante Jorge Temperley
La artillería (295 hombres) estaba compuesta del:
- Regimiento de Artillería de Guardia Nacional, 88 hombres (1 jefe, 14 oficiales, 73 de tropa), coronel Edelmiro Mayer

El cuerpo de oficiales estaba compuesto de 3 mayores, 2 capitanes, 2 tenientes, 1 guardiamarina, 6 cadetes ascendidos a subtenientes. Las baterías eran:
Batería de Artillería de la Escuela Naval, ubicada en el muelle de las Catalinas, capitán Amadeo Pierret, guardiamarina Anaya, y los cadetes navales Rojas, Salvadores, Saenz Valiente, Vieyra, Medrano, Herrera Suárez, Hernández y Salaverry.
Batería de Artillería del Colegio Militar, 4 cañones Krupp, mayor Faramiñán
Batería de Artillería Guardia Nacional, mayor Lázaro Garay
Batería de Artillería de Policía, dos cañones, cabo de policía Ochoa
Batería de Línea 11 de Septiembre, 2 Krupp de 75 mm, capitán Ramón Falcón
- Cuerpo Auxiliar de Artillería General Mitre y Coronel Sosa, 207 hombres (9 oficiales y 198 de tropa), teniente Felipe Morales, compuesto de tropas de los batallones Mitre y Sosa armados con 180 fusiles Tabatière sin bayoneta y organizadas en dos compañías con dos piezas de artillería, una por compañía, y tropas de custodia del Parque de Artillería.

El total de piezas de artillería incluían 20 cañones Krupp de retrocarga, 20 de avancarga lisos, unos pocos cañones de avancarga rayados de hierro, 2 ametralladoras Gattling y 6 espingardas Rampart.
La marina revolucionaria (78 hombres) estaba compuesta del:
- Batallón de Infantería de Marina, 78 hombres (2 jefes, 9 oficiales, 67 de tropa), armados de 50 fusiles Remington y 20 carabinas Spencer, comandante Rodríguez, organizada sobre la base de la compañía de Guardias Nacionales del puerto, la de Policía Marítima del Puerto (comandante Gaudencio) y de Marineros de la Capitanía General del Puerto.

A esas unidades se sumaba un Cuerpo de Ingenieros, 55 hombres (3 jefes, 34 oficiales y 18 de tropa) al mando de Carlos Adolfo Casaffousth, formado por unos pocos profesionales y estudiantes, entre ellos Carlos Bunge.
Dado que la policía militarizada se había sumado a las fuerzas de línea, se constituyeron cuerpos auxiliares de policía:
- Cuerpos Extranjeros para Servicio de Policía, 6400 hombres, uno de italianos (5500 hombres armados organizados en 14 batallones), otro de españoles (500 hombres organizados en el batallón Cazadores de Prim), y otro de otras nacionalidades (400 franceses, belgas, alemanes, suizos, británicos, etc., organizados en 4 batallones)
- Cuerpo Ciudadano para Servicio de Policía, 3000 hombres exceptuados del servicio activo por tener más de 60 años o menos de 18

Entre los cuerpos auxiliares hubo varios afectados a la atención de los heridos.
Uno de ellos, el Cuerpo de Médicos Voluntarios, agrupaba 78 hombres (30 médicos, 41 practicantes y 7 farmacéuticos) presididos por Manuel Augusto Montes de Oca, y compuesto por un vicepresidente (M. González Catán), 2 secretarios (J.Aguilar y J. M. Espeche), 2 tesoreros (R. Gutiérrez y D. Parodi), un inspector general (M. Biedma, cirujano mayor del Ejército), 23 inspectores, 41 practicantes y 7 farmacéuticos.
Actuaba también un Cuerpo de Auxiliares Médicos encabezado por Julián María Fernández, José María Ramos Mejía, Félix R. Burgos, Enrique Battilana y numerosos médicos y estudiantes, entre los que se contaba Pedro Orestes Luro, Pedro Lagleyze, Pedro Benedit, Gregorio N. Chaves, Nicasio Etchepareborda.
Un Cuerpo Masónico agrupaba 26 hombres en total (3 jefes, 5 subjefes, 13 médicos y 5 farmacéuticos) para la asistencia médica de ambos bandos sin distinción. Bajo la dirección honoraria del Dr. Langenheim y efectiva de los señores Palma y Luca, organizados en grupos coordinados por los doctores Parry, Witte, Ornsteril, Dastillo y Giangrandi, incluían además un cuerpo médico de 13 doctores y 5 farmacéuticos.
El Cuerpo de Damas del Socorro, compuesto de 130 mujeres voluntarias para el servicio como enfermeras, asistentes o en tareas de recaudación de donativos.
El Cuerpo Asistencial de Damas del Tiro Nacional revestía un carácter diferente. Compuesto por unas 50 mujeres uniformadas y armadas organizadas en dos compañías, la 1.ª compañía Sociedad de las Rifleras y la 2.ª Tiro Nacional, constituían una fuerza de asistencia como cantineras o vivanderas de los voluntarios.
El presidente convocó a las fuerzas nacionales de las provincias cercanas y decretó la movilización de la Guardia Nacional en todo el país, unos 40 000 soldados. Las fuerzas nacionales se concentraron en la Chacarita. Ordenó ocupar la estación ferroviaria de San José de Flores y bloquear el puerto de Buenos Aires y de Ensenada de Barragán con un acorazado, tres cañoneras y siete vapores armados.

### Bloqueo naval
La escuadra comandada por Mariano Cordero permaneció fiel al gobierno y el vapor El Plata al mando de su hermano Bartolomé Cordero encabezó las operaciones de bloqueo.
Los transportes de la escuadra, reforzados con pequeños vapores fluviales requisados en el área, resultaron también de gran utilidad para conducir con rapidez tropas y pertrechos de puntos tan distantes como la división Río Negro.
La bombardera Constitución (Luis Cabassa) fue uno de los buques de guerra que permaneció estacionado en la entrada del puerto para evitar el contrabando de armas para los revolucionarios. En esa tarea detuvo a cañonazos a los vapores paquetes Plata y Bessel de la línea de Amberes-Liverpool-Buenos Aires Lamport & Holt Line, que se negaron a la revisión de su carga.
El suceso más grave se produjo cuando el vapor Vigilante, pese a la protesta del buque y tras un disparo de advertencia, capturó a la balandra de Montevideo Pensiero en aguas orientales y la llevó a Buenos Aires. El suceso generó rápidamente graves repercusiones. Uruguay exigió amplias satisfacciones y el gobierno nacional tras enviar a Irigoyen a Montevideo, acordó devolver en Montevideo a la Pensiero, indemnizar a su capitán y procesar al comandante del Vigilante. No obstante se produjeron nuevos sucesos con la captura del Flor de la Colonia y del Ida.
También permaneció estacionario el vapor de transporte armado Coronel Paz (ex Pampa, teniente de navío Ángel Castello). 
Buenos Aires intentó responder al bloqueo pero sin éxito. El vapor remolcador fluvial Feliz Esperanza, propiedad de Nicolás Mihanovich requisado por la provincia fue puesto al mando del capitán Felipe Salas y se utilizó en el alije en la rada exterior de un buque de ultramar que trajo armas para los revolucionarios. Embarcadas en un paquebote debió ser remolcado por el mismo Feliz Esperanza hasta Zárate, donde fue detenido por fuerzas nacionales y utilizado a su vez para el transporte de tropas y pertrechos hasta el fin del conflicto.
El pailebote Rayo, mercante embargado en el Riachuelo, tras recibir en la rada exterior una partida de fusiles Remington se tiroteó con la lancha nacional Victoria, resultando algunos heridos, pero pudo seguir aguas arriba y entregar las armas en Puente Alsina.
El vapor fluvial Riachuelo consiguió también en una oportunidad burlar el bloqueo del monitor El Plata y las bombarderas y si bien mientras transportaba una partida de armas fue sorprendido por la lancha Talita produciéndose un tiroteo de armas portátiles, logró trasladar su carga a puerto.
El vapor fluvial Tejedor, también propiedad de Mianovich, fue confiscado y utilizado para el patrullado de la Boca del Riachuelo y llevar tropas desde Barracas (Buenos Aires) al Puente Alsina.
También se dispusieron partidas de francotiradores, como las que se enfrentaron con el vapor Flores y con el vapor Kate, requisados por la armada y utilizados para el patrullaje del Riachuelo, y baterías como la ubicada en la ribera del Retiro al mando del capitán Ramón Lorenzo Falcón que con dos cañones Krupp de 75 mm tiroteó al Villarino (Daniel de Solier), surto en los Pozos, durante casi dos horas.
No obstante esas medidas, el bloqueo naval fue eficaz y una de las razones que daría finalmente Tejedor para renunciar sería que "Bloquea nuestro puerto una escuadra formada con nuestros propios tesoros para una guerra extranjera".

### Despliegue provincial

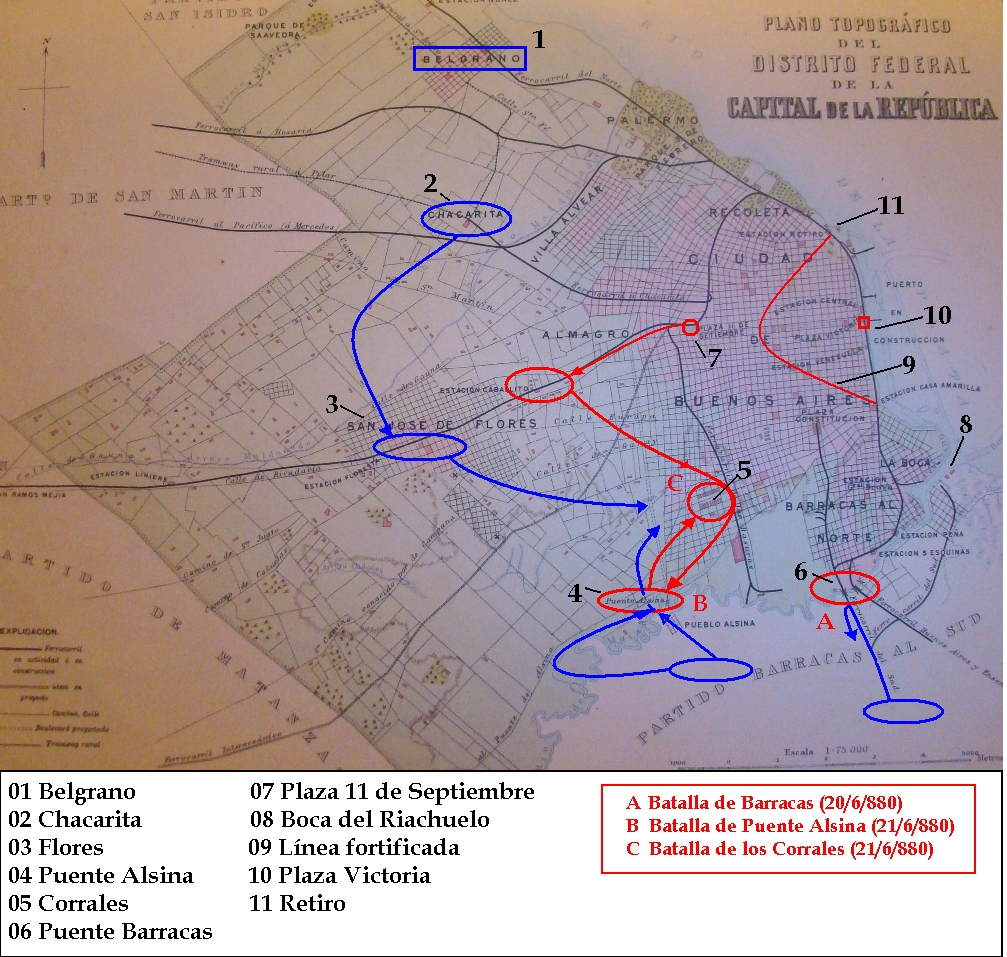
Revolución de 1880.

Los sublevados quedaron así encerrados en la ciudad, sin apoyos en el interior del país ni reconocimiento extranjero alguno por lo que debieron adoptar una estrategia defensiva y sin más alcances que conseguir una mejor posición negociadora.
Tejedor designó jefe de la caballería al coronel Hilario Lagos, de la artillería a Edelmiro Mayer y al coronel Julio Campos como jefe del perímetro defensivo, en el que se levantaron trincheras y barricadas.
El coronel José Inocencio Arias con base en Mercedes (Buenos Aires) pasó por su parte a reclutar las milicias de la campaña.
Mientras se reagrupaban las fuerzas el Colegio Electoral designó el 13 de junio a Roca como presidente por 156 votos y a Francisco Madero como vicepresidente. Al día siguiente comenzaría la batalla por Buenos Aires.

### Primeros enfrentamientos
El 12 de junio se produjeron los primeros choques menores entre la Guardia Nacional bonaerense y las tropas nacionales acuarteladas en Chacarita. El 14 de junio el jefe de la vanguardia porteña coronel Hilario Nicandro Lagos, hijo del general Hilario Lagos, al frente de cien jinetes con el apoyo de infantería escalonada en retaguardia dejó sus posiciones en la plaza Once de Septiembre, cerca de Flores, para realizar un reconocimiento ofensivo. En la operación sostuvo varios choques menores contra la fuerza del teniente coronel Salvador Maldonado, quien defendió con éxito la posición nacional.

### Campaña bonaerense: Batalla de Olivera
Entre tanto Arias había reunido unos 10 000 milicianos muy mal armados, ya que apenas contaba con 1200 máuser (sin bayoneta), 2000 lanzas y unos 2500 sables. Contra esa fuerza fue enviado el coronel Eduardo Racedo quien luego de desembarcar unos 4000 hombres en Campana inició la persecución. Racedo con sus hombres avanzó por el camino general que conducía desde Zárate a Mercedes y a la altura de la estación Azcuénaga, en el partido de Giles, existieron acciones militares que tomaron prisionero al jefe de la estación, recientemente inaugurada, y levantaron parte de las vías para evitar que pasaran por tren tropas provinciales desde Areco.Tomaron prisionero al telegrafista de la estación Azcuénaga.
Las tropas nacionales continuaron luego hacia San Andrés de Giles, donde el juez de paz y comandante militar don Julio Saraví, que respondía a las tropas provinciales, debió dejar el cargo.
El 16 de junio una fracción de 40 provinciales al mando del subteniente Miranda fue dispersada por las avanzadas de Racedo en Punta de la Sierra, cerca de San Antonio de Areco. Arias, envió a Luján en tren a su infantería, artillería y bagajes, mientras al mando de la caballería se replegaba sobre esa ciudad.
El 17 fue alcanzado en la estación Olivera por la vanguardia nacional, a la que si bien obligó a retirarse tras el primer choque, tras perseguirla fue obligado a su vez a replegarse, produciéndose escasas bajas en ambas bandos. Cuando Racedo logró llegar a la estación, la mayor parte de las fuerzas porteñas habían conseguido partir en varios trenes, por lo que si bien había logrado quedar dueño del campo de batalla no pudo impedir a Arias llevar sus hombres a reforzar la ciudad sitiada. 
El día 18 unos 7000 hombres de las milicias bonaerenses ingresaron en la ciudad por el puente Alsina, con lo que las fuerzas provinciales quedaron concentradas frente a las nacionales en Flores, en la meseta de los Corrales (actual Parque Patricios) y en el Puente Alsina, con un total aproximado de 15 000 hombres armados.
Por su parte, las tropas nacionales que al mando del coronel Joaquín Viejobueno y Muñoz permanecían en Chacarita se trasladaron a Flores para tomar por el frente los Corrales a la par que sus subordinados los coroneles Eduardo Racedo (División Norte) y Nicolás Levalle (División Sur) recibieron órdenes de atacar los puentes sobre el Riachuelo.

### Barracas
Según los planes, Levalle debía encabezar la ofensiva, atravesando el puente de Barracas con una división de 800 hombres y dos cañones. Arias había encargado la defensa de la posición al teniente coronel Francisco Leyría, quien contaba con los Tiradores de Barracas y el Cuerpo de Vigilantes (comisario Irineo Miguens) y que había sido reforzado por una división de 500 hombres de los batallones Coronel Sosa y General Mitre y dos cañones al mando del coronel José María Morales. Leyría distribuyó sus hombres en el puente mismo de Barracas, en las márgenes del Riachuelo, en la estación de Barracas al Sud, en las azoteas de la esquina de Mitre y Pavón, en el Teatro Rivadavia y en la iglesia de La Asunción.
El 20 de junio de 1880 Levalle ocupó con sus hombres un expreso del Ferrocarril del Sud en las inmediaciones de la actual estación Lanús, cargó a parte de sus tropas en el tren, conducido por el maquinista inglés Berry Bridge, y avanzó hacia Barracas al Sud. 
El combate se inició cerca del mediodía y se extendió por varias horas. El Batallón n.º 7 (División Carhué) de las fuerzas nacionales al mando de Ignacio Fotheringham se lanzó sobre el puente con el tren pero el fuego enemigo lo obligó a frenarse del otro lado del Riachuelo. En momentos en que las fuerzas provinciales estaban ya por retirarse, llegaron refuerzos al mando de Julio Campos con cuatro cañones Krupp, que volcaron la acción a favor de los sublevados. La locomotora fue rápidamente retirada de la acción cuando los Krupp enfilaron sus disparos sobre ella y, tras recibir doce cañonazos y al morir el jefe de la escasa artillería nacional, coronel Apolinario de Ipola, Levalle ordenó replegarse hacia la estación Lanús.
Los hombres de Arias persiguieron a los nacionales tras el Riachuelo pero fueron rechazados y al tener noticias de que Levalle estaba recibiendo refuerzos se retiraron a la ciudad cruzando el Riachuelo por el Puente Alsina.
El saldo de la acción fueron unas 50 bajas por bando. Un diario de la zona describiría que "Después del 20 de junio de 1880, Barracas había quedado sin autoridades. El pueblo sólo, con sus casas de comercio cerradas, sus familias llenas de zozobra por el estruendo de los combates en los cuales tomaba parte alguno de sus miembros, tenía el aspecto de un cementerio".

### Ofensiva del 21

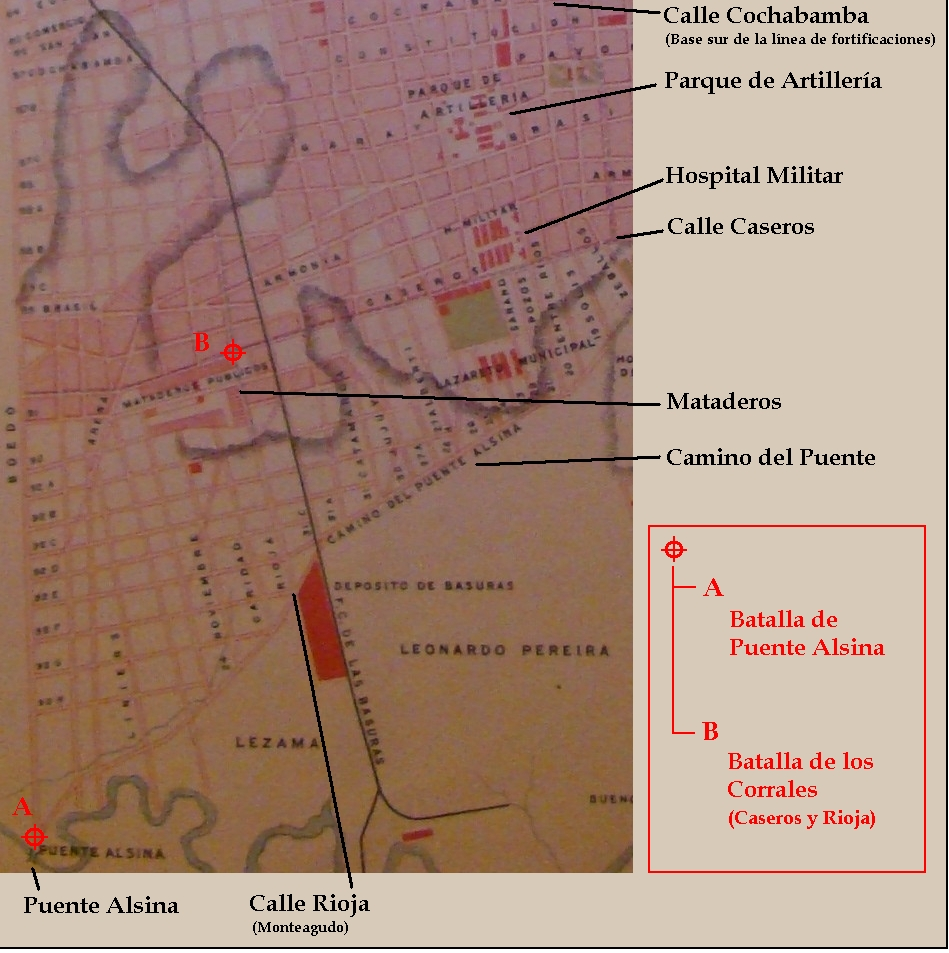
Puente Alsina y los Corrales.

La nueva ofensiva nacional se lanzó en las primeras horas del 21 de junio. Esta vez el objetivo primario era la agrupación principal de Arias que defendía Alsina y tenía al grueso de sus tropas con frente al norte. Los ejércitos enfrentados sumaban alrededor de 14 000 infantes bien pertrechados y 12 000 efectivos de caballería reclutados en la provincia por Arias para el bando sublevado, y para los nacionales: 40 000 soldados reclutados entre las guardias nacionales provinciales —el componente mayoritario, pobremente armado— y el Ejército Argentino mandado por Roca.
Aún de noche, Racedo cruzó el Riachuelo aguas arriba de la posición y avanzó sigilosamente sobre el puente para flanquear a Arias desde el oeste. Detectado el avance, el coronel Manuel J. Campos, hermano de Julio, dejó sus posiciones en el centro del dispositivo de defensa y con los regimientos n.º1 y Gualeguay, el Batallón n.º 11 y algunas piezas de artillería acudió a puente Alsina, procurando cubrir la posición en los Corrales amenazada por el coronel Octavio Olascoaga al mando del Batallón n.º 9 y la Guardia Entrerriana.

#### Puente Alsina
A partir de las 4 de la mañana se desató una intensa lucha por el control del paso. Arias cambió su posición cubriendo con los batallones Mercedes y San Nicolás el puente que ya era atravesado por fuerzas nacionales entablándose el combate más duro del levantamiento. La lucha se prolongó hasta las primeras horas de la mañana sin que las fuerzas nacionales pudieron tomar el puente.
Arias pidió refuerzos a Julio Campos pero la falta de unidad en el mando provincial demoraba la toma de decisiones y el ministro de guerra bonaerense, Martín de Gainza, consideraba que las tropas debían reagruparse a retaguardia sobre la línea de trincheras. La línea fortificada iba desde Cochabamba y el bajo hasta Ayacucho y Rivadavia y desde allí a Retiro, un gran perímetro triangular que sin embargo se desplegaba ya en zona poblada.
Sin refuerzos y siendo ya insostenible la posición, antes del mediodía Arias recibió órdenes de replegarse a los Corrales. Ambas fuerzas habían sufrido bajas similares: en el campo de batalla quedaron unos 1200 muertos.

#### Corrales
Fuera de las instalaciones del matadero y sus corrales (galpones, un gran tanque de reserva de agua, corrales cercados con postes de ñandubay), las edificaciones cercanas eran en ese entonces escasas y dispersas por lo que llevar la defensa a ese punto evitaría en gran medida bajas civiles. Por otra parte, la calle Rioja que los flanqueaba llegaba directamente a la plaza 11 de Septiembre (actual plaza Miserere), centro del dispositivo provincial. Finalmente, el área amesetada en que se encontraba presentaba pequeñas elevaciones que permitían dominar los accesos.
Mientras Arias se replegaba, en los Corrales ya se iniciaban los combates. El coronel Lagos, con dos cañones y unos pocos hombres ocupaba una altura desde la que barrió con su artillería el avance nacional en un amplio frente. Los porteños reforzaron Corrales con cadetes de la Escuela Naval adictos al movimiento, cuatro batallones y finalmente las primeras tropas de Arias, unidades de caballería que había enviado desde Puente Alsina antes incluso de retirarse por no resultar adecuadas al combate que allí se libraba.
Las tropas nacionales cargaron en tres oportunidades sobre la altura defendida por Lagos, pero fueron rechazadas con importantes pérdidas. En la esquina de Rioja (Monteagudo) y Caseros, donde se encontraba el edificio de la Comisaría de los Corrales, se produjeron los choques más violentos.
Finalmente, el ejército nacional movilizó su artillería y pronto consiguió callar la batería rebelde y provocar grandes pérdidas entre sus defensores. A las 14 Lagos recibió órdenes de replegarse hacia las fortificaciones.

## El Fin de las guerras civiles
El 22 de junio, reforzada la división Carhué con tropas al mando del coronel Francisco Bosch, Levalle atacó nuevamente Barracas. Aprovechando la neblina, el tren cargado de hombres y nuevamente conducido por Bridge se lanzó a toda máquina sobre el puente consiguiendo cruzarlo bajo el fuego inútil de los defensores. Tras superar la resistencia de los tiradores apostados a lo largo de la avenida Santa Lucía, en el mirador de la Barraca de Caseros y en Montes de Oca (entonces llamada Calle Larga), los 800 hombres del convoy alcanzaron Constitución. Bajo el ataque constante de los rifleros debieron abandonar la posición pero tras conseguir adueñarse de la Convalecencia pudieron hacerse fuertes en la nueva posición y tomar contacto con las tropas de Racedo.
Tejedor conservaba solo 4000 hombres en la última línea de defensa. Las fuerzas nacionales eran superiores en número y artillería y aún si decidían no bombardear el centro de la ciudad, la lucha por las trincheras amenazaba dejar en ruinas buena parte de la ciudad. Las bajas totales superaban ya los 2000 muertos y miles de heridos, y era un hecho que la sublevación ya no podía alcanzar sus objetivos.
El 23 de junio Tejedor designó al general Bartolomé Mitre Comandante en Jefe de la plaza de Buenos Aires. Ese mismo día se firmó un armisticio de 24 horas promovido por el cuerpo diplomático, que Tejedor aprovechó para iniciar conversaciones de paz con Avellaneda. Luego de varias entrevistas entre el presidente y el representante porteño Mitre, se llegó a un acuerdo por el cual se dictó una generosa amnistía para los sublevados a cambio de la renuncia incondicional de Tejedor a la gobernación, el nombramiento de nuevos representantes y la aceptación de que si el Congreso así lo decidía la ciudad se entregaría a la autoridad nacional para convertirse en territorio federal como capital de la República.
El 30 Tejedor renunció ante la Legislatura provincial siendo reemplazado por el vicegobernador José María Moreno. 
En sus términos afirmaba que "El honor está salvado pero era necesario salvar también las instituciones, por la guerra o por la paz (...) He echado una mirada alrededor nuestro, y ahora estamos solos". 
Pocos días después la paz quedaba restablecida y el presidente designaba al general José María Bustillo interventor en la provincia y disolvía su Legislatura.
El 20 de septiembre, 22 días antes de la asunción de Roca, el Congreso integrado por una nueva representación bonaerense sancionó la Ley de Federalización de Buenos Aires. El 12 de octubre Avellaneda entregó el gobierno a su sucesor Roca.